# Furfangos Péter
Furfangos Péter (orosz cím: Петер – веселый обманщик 1974-ben bemutatott szovjet rajzfilm, ami a Meséről mesére című rövidfilm egyik része.

## Rövid tartalom
A orosz népmese csalafinta legénye túljár az együgyű király eszén.

## Alkotók
- Írta: Jurij Entyin
- Rendezte: Vlagyimir Pekar, Vlagyimir Popov(wd)
- Dramaturg: Osvát András
- Zenéjét szerezte: Jevgenyij Krilatov
- Operatőr: N. Klimova
- Hangmérnök: Borisz Filcsikov
- Vágó: Natalja Sztepanceva
- Mozdulattervezők: Anatolij Abarenov, Natalja Bogomolova, Violetta Kolesznyikova, Alekszandr Mazajev, Yurij Meserjakov
- Szövegíró: Raisza Fricsinszkaja

Készítette a Szojuzmultfilm